# Biogeografía

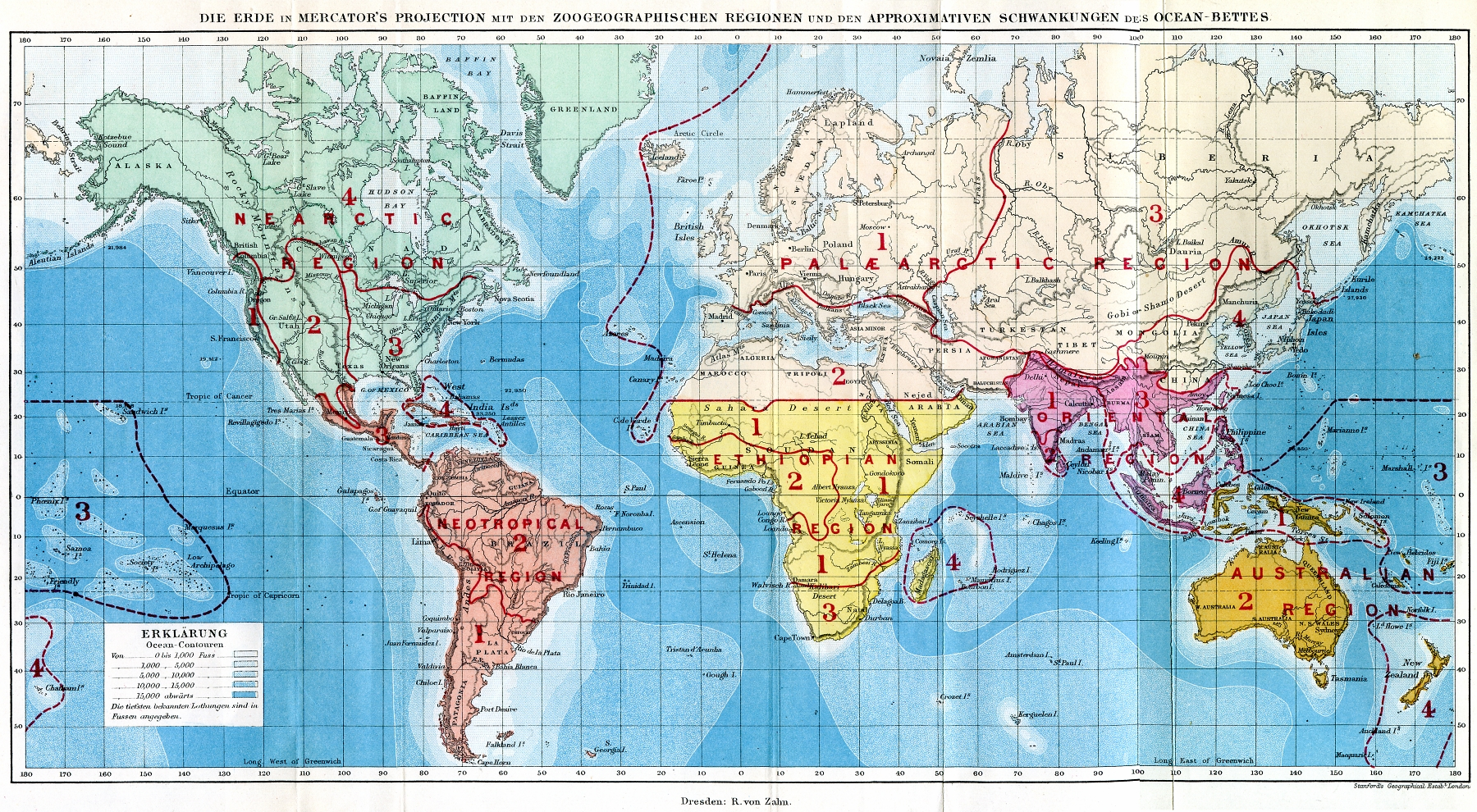
Ejemplo de mapa biogeográfico: distribución de las principales regiones zoogeográficas terrestres.

La biogeografía es una disciplina científica que estudia la distribución de los seres vivos sobre la Tierra, así como los procesos que la han originado, que la modifican y que pueden contribuir a su desarrollo. Es además una ciencia interdisciplinar, que es tanto una rama de la geografía, como de la biología, recibiendo sus fundamentos de especialidades como la botánica, la zoología, la ecología, la biología evolutiva y de otras ciencias como la geología.

## Consideraciones generales
La distribución de los seres vivos es el resultado de la evolución biológica y de la dispersión de las estirpes, de la evolución climática global y regional, y de la evolución de la distribución de tierras y mares, debida sobre todo a los avatares de la orogénesis y la tectónica de placas. La biogeografía es una ciencia histórica, es decir, que se ocupa del estudio de sistemas cuya evolución ha seguido una trayectoria única, que debe estudiarse en concreto, no pudiendo obtenerse su conocimiento deductivamente a partir de principios generales. Los seres vivos presentes en una región específica no pueden deducirse de los factores geográficos, sino que deben ser examinados empíricamente.
La superficie de la Tierra no es uniforme, no se dan las mismas condiciones en diferentes lugares. La primera distinción, y fundamental, es entre el medio acuático y el medio aéreo o terrestre. En ambos casos un primer factor fundamental es la disponibilidad de energía primaria, la que entra en el ecosistema por los productores primarios, que es generalmente luz solar. La distribución de este factor sigue un gradiente latitudinal, en el que la energía y la temperatura son máximas en las regiones ecuatoriales y disminuyen en dirección a las polares. Varía a la vez la estacionalidad, que se va haciendo más marcada cuanto más nos alejamos del ecuador. En ambientes terrestres el segundo gran factor es la distribución de las precipitaciones, o más bien del balance entre precipitaciones y evapotranspiración, con una franja intertropical y dos templadas caracterizadas por la máxima humedad. En los océanos el segundo gran factor es la distribución de nutrientes, muy desigual, con ecosistemas más productivos y diversos en aguas relativamente frías, pero abonadas por afloramientos de nutrientes desde el fondo.
La biogeografía no estudia solo la distribución de especies y taxones de categoría superior, sus áreas, de lo que se ocupa la especialidad llamada corología, sino también de la distribución de ecosistemas y biomas. Aunque la realidad es siempre compleja, la ciencia debe realizar operaciones de simplificación para hacerla accesible al estudio y, sobre todo, para lograr descripciones útiles. Para la biogeografía la tarea es definir áreas relativamente homogéneas y distintas de las circundantes, que estén caracterizadas por valores más o menos uniformes de los factores, y por una biota y unos ecosistemas igualmente homogéneos. Estas áreas, más o menos idealizadas, son susceptibles de ser presentadas cartográficamente. Por otra parte el estudio geográfico de la diversidad ambiental y ecológica debe contemplar las diferencias de escala; puesto que el área que en un mapa continental se presenta homogénea, por ejemplo como bosque mediterráneo, es en realidad a una escala inferior un mosaico de situaciones, con ambientes especiales como bosques de galería, en las orillas de los ríos, o saladares en cuencas endorreicas salinizadas; o diferencias debidas un relieve marcado, como la que hay entre solanas (en las laderas que miran al ecuador) y umbrías (en las opuestas).
La biogeografía tiene que tener en cuenta, para la interpretación de su objeto de estudio, el factor humano. La humanidad ha alterado significativamente los ambientes terrestres, y ahora también los oceánicos, desde el Paleolítico Superior o desde el final del último período glacial. Ya antes de la actual explosión demográfica e industrial, era imposible encontrar en los continentes un solo rincón que no guardara memoria de la alteración humana, si bien la conciencia de este hecho es reciente. Actualmente ya es muy pequeña la proporción de áreas que merezcan ser llamadas naturales, y lo que encontramos en su lugar son ambientes antropizados en diverso grado.

## Biogeografía ecológica e histórica
A la biogeografía se le ha dividido en dos ramas, la conocida como la biogeografía histórica y la biogeografía ecológica. La biogeografía ecológica estudia la distribución de los seres vivos en el tiempo y el espacio, y cada una de estas ramas se apoya más en uno de estos elementos, la biogeografía histórica se enfoca más en el tiempo, buscando como se fueron dando las distribuciones de especies hasta su estado actual. La biogeografía ecológica usando técnicas, como la teoría de la tolerancia ecológica, se basa más en la distribución espacial de los seres vivos en el momento actual. Algunos consideran a estas dos ramas irreconciliables, sin embargo cada una es el complemento de la otra.

## Historia de la biogeografía

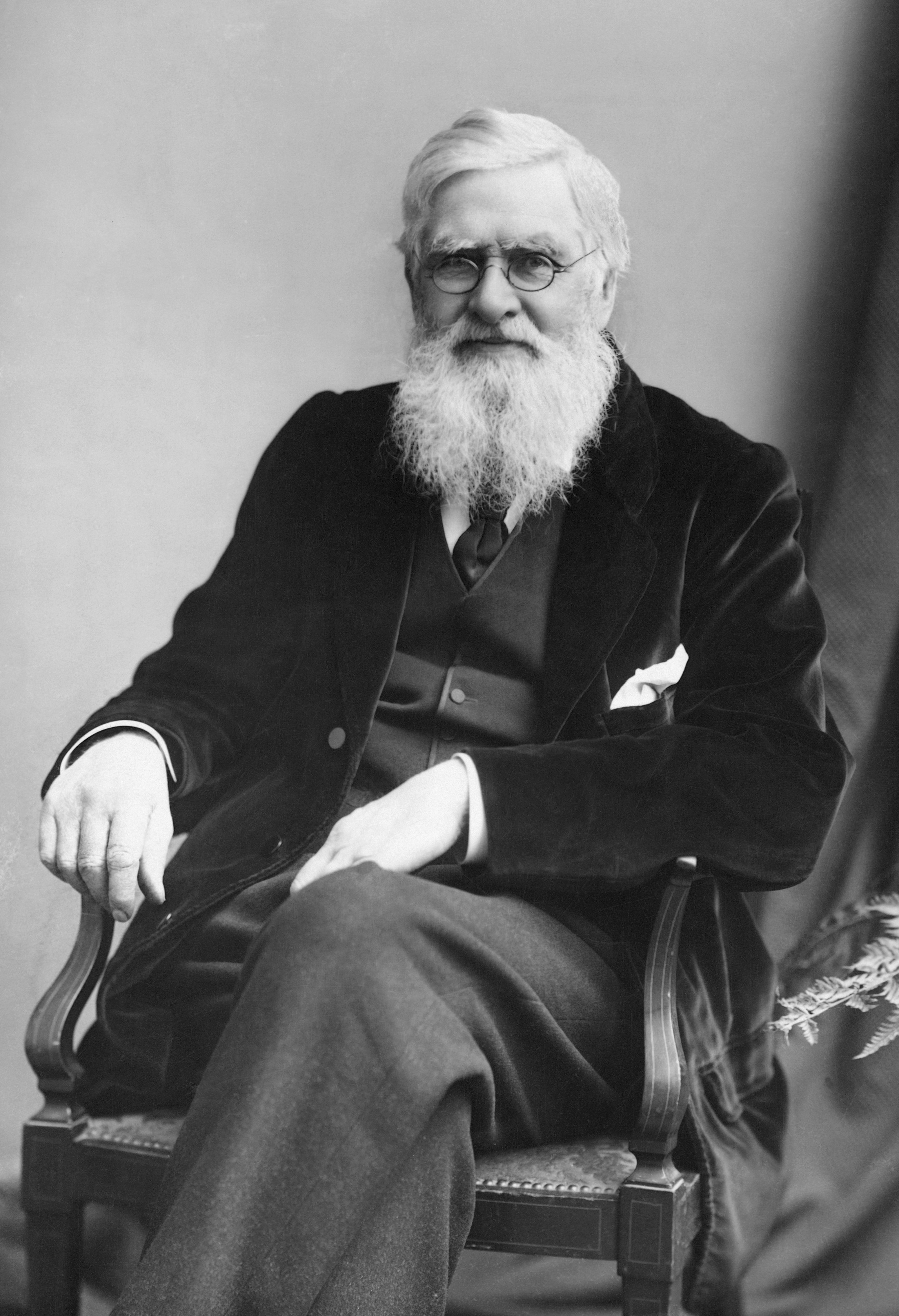
El naturalista Alfred Russel Wallace.

Los mitos y leyendas han sido fundamentales para preservar la memoria histórica y generar interpretaciones sobre fenómenos naturales, como la extinción de especies, la evolución y la distribución geográfica, ideas ya exploradas por los griegos. Sin embargo, en la Edad Media, el dogma cristiano impuso concepciones como la inmutabilidad de las especies, obstaculizando el avance científico. El mito del diluvio universal influyó en explicaciones biogeográficas, como los esquemas de Sclater y Wallace, mientras que los descubrimientos cartográficos y las grandes navegaciones impulsaron nuevas teorías, sentando las bases para la biogeografía moderna en el siglo XIX.
La historia de esta disciplina plantea, como primera cuestión, hasta qué punto la religión ha influido en sus fundamentos teóricos. Inicialmente, el concepto de un centro único de creación, desde el cual las especies se dispersaron por el mundo, dominó las explicaciones sobre su distribución. Aunque posteriormente naturalistas como Buffon cuestionaron esta visión, persistió una concepción basada en la dispersión como mecanismo principal, la cual, en el fondo, aún reflejaba influencias religiosas y filosóficas arraigadas.  
No fue sino hasta la introducción de las ideas vicariancistas de Alfred Russel Wallace en el siglo XIX cuando el enfoque empezó a cambiar verdaderamente. Es en ese punto donde se marca una nueva etapa en la historia de la biogeografía, acompañada por el nuevo paradigma de la biología, la teoría de la evolución, aunque algunos autores ya habían planteado ideas evolucionistas antes que Darwin, pero sin haberlas concretado o solo como ejemplos aislados. Y sin duda la evolución cambió a la biogeografía como cambió a todas las demás ramas de la biología. «La biogeografía de Charles Darwin y Wallace predominaría por casi un siglo, aniquilando la idea de la dispersión en esta ciencia y circunscribiéndola básicamente a aspectos ecológicos» El fin de la llamada biogeografía darwinista termina en la etapa de la biogeografía contemporánea, donde se buscan los factores que anteriormente se dejaban como productos del azar, además como en todas las ciencias, se ven cambiadas por el desarrollo tecnológico y del pensamiento. En este caso se toma en cuenta la teoría tectónica de placas, se tiene la tecnología para el análisis filogenético, y se rechazan algunas teorías que se consideran obsoletas. Es para la biogeografía una revolución científica, que conlleva a un cambio de paradigma. Los resultados son numerosos enfoques distintos, basados en diferentes criterios de búsqueda y análisis entre los que destacan la panbiogeografía y la biogeografía cladista. Esta última basa su método en tres pilares: el método cladista, la tectónica de placas, y la crítica al modelo dispersionista hecha por León Croizat, y se considera una de las principales escuelas actuales de la biogeografía histórica, en parte por el impacto que ha tenido el cladismo en la sistemática, la cual está íntimamente relacionada con la biogeografía, ya que incluso son áreas de los mismos autores.